# Seis días de Barcelona
Los Seis días de Barcelona era una cursa de ciclismo en pista, de la modalidad de seis días, que se disputaba al Pabellón del Deporte de Barcelona. Solo se realizaron dos ediciones en 1952 y 1953.

## Palmarés
| Año  | Ganadores                         | Segundos                  | Terceros                             |
| ---- | --------------------------------- | ------------------------- | ------------------------------------ |
| 1952 | Cor Bakker Henk Lakeman           | Hans Preiskeit Otto Ziege | Maurice Depauw Ernest Thyssen        |
| 1953 | Miguel Poblet Ferdinando Terruzzi | Jean Roth Walter Bucher   | Alfredo Esmatges Francisco Tarragona |